# Deportivo La Coruña
Der Real Club Deportivo de La Coruña (deutsch Königlicher Sportclub von La Coruña), kurz RC Deportivo und im deutschsprachigen Raum allgemein bekannt als Deportivo La Coruña, ist ein Fußballverein aus der spanischen Stadt A Coruña, Autonome Gemeinschaft Galicien. Depor spielt im etwa 35.000 Zuschauer fassenden Estadio Riazor. Die Vereinsfarben sind Blau und Weiß. Der galicische Lokalrivale ist Celta Vigo.
Die erfolgreichste Zeit der Mannschaft waren die 1990er und die 2000er Jahre, als sie durchgängig in der ersten Liga spielte, einmal spanischer Meister wurde, zweimal den spanischen Pokal gewann sowie mehrere Male an den internationalen Wettbewerben teilnahm, wo der größte Erfolg das Erreichen des Halbfinals der Champions League 2004 darstellte. Seit dem Abstieg aus der ersten Liga im Jahr 2011 konnte Depor allerdings keine solchen Erfolge mehr verbuchen und verbrachte als klassische „Fahrstuhlmannschaft“ mehrere Jahre in der zweiten Liga. In der Saison 2019/20 stieg die Mannschaft in die Segunda División B ab.

## Geschichte

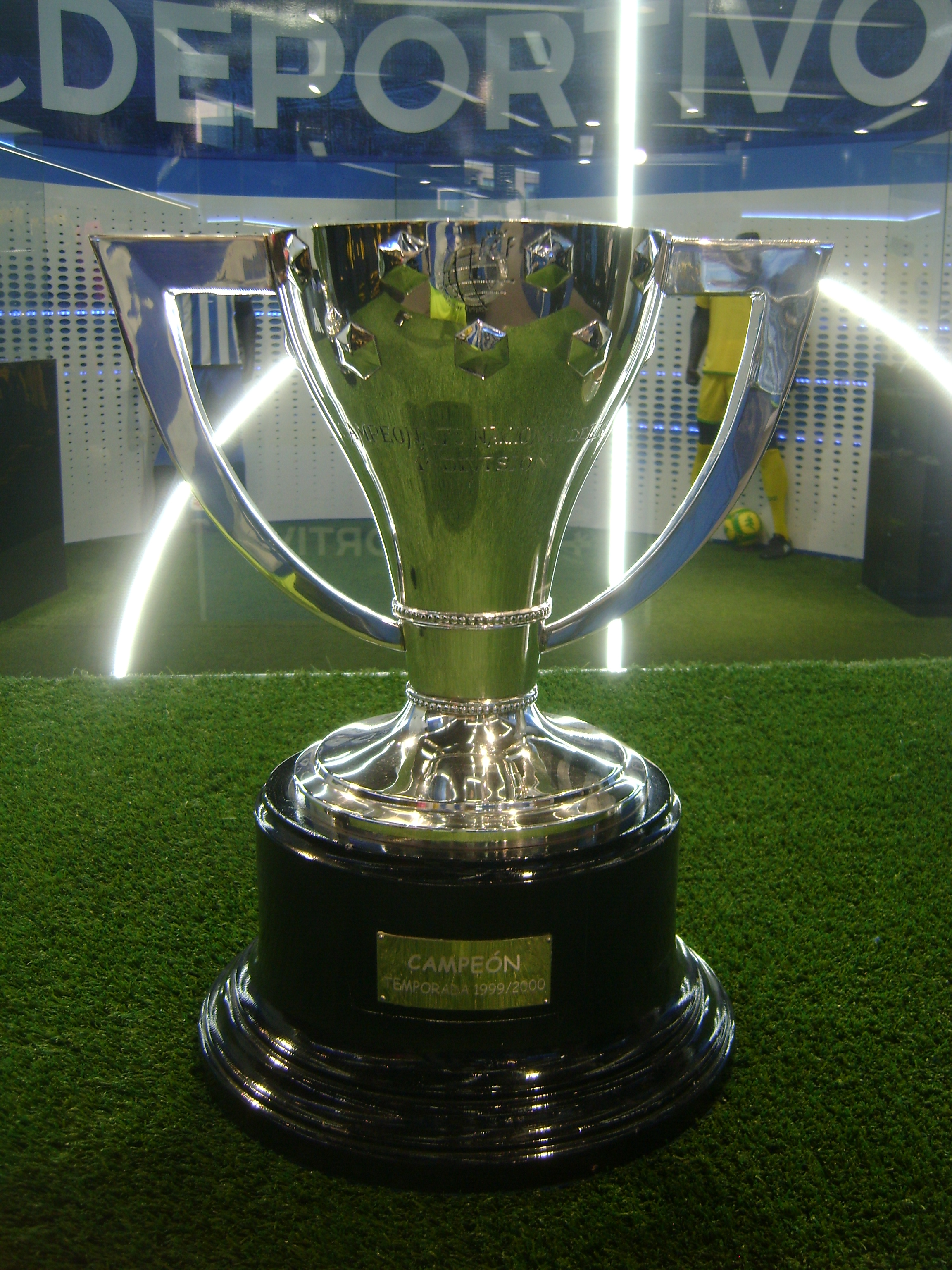
La Liga-Trophäe 99/00. Deportivo ist eines der neun Meisterteams der La Liga.

Der Klub wurde am 2. März 1906 gegründet. 1993 qualifizierte sich Depor erstmals für einen internationalen Wettbewerb. 1995 gewann das Team den spanischen Pokal, im Jahr 2002 gelang dies erneut. Den ersten und bislang einzigen spanischen Meistertitel konnte man 2000 feiern. Zuvor hatte der Verein 1994 am letzten Spieltag die erste Chance auf den spanischen Meistertitel vergeben, nachdem man zu Hause gegen den FC Valencia nur 0:0 gespielt hatte und der FC Barcelona hatte durch einen 5:2-Sieg gegen den FC Sevilla noch an Depor vorbeiziehen können. 1995, 2000 und 2002 wurde der spanische Supercup gewonnen.
2003 wurde Roy Makaay, der seit 1999 für den Klub spielte, für die vereinsinterne Rekordsumme von 18,7 Mio. € Ablöse an den FC Bayern München verkauft. In der Champions-League-Saison 2002/03 hatte er alle drei Treffer bei Deportivos überraschendem 3:2-Sieg in München erzielt.
In der Saison 2003/04 erreichte Deportivo La Coruña das Halbfinale der UEFA Champions League. Auf dem Weg schaltete man unter anderem Juventus Turin aus. In dieser Saison gab es eine legendäre Niederlage. Mit 8:3 verlor Deportivo im torreichsten Spiel der bisherigen Champions League gegen Monaco. Im Viertelfinale stand man dem Titelverteidiger AC Mailand gegenüber. Nach einer 1:4-Auswärtsniederlage schien der europäische Traum für Depor bereits ausgeträumt, doch ein 4:0-Heimsieg in La Coruña wendete das Blatt und brachte die Mannschaft ins Semifinale. Dort schied man jedoch gegen den späteren Champion FC Porto mit 0:0 und 0:1 aus.
Nach der Saison 2004/05 verließ der Erfolgstrainer Javier Irureta aufgrund der enttäuschenden Ergebnisse (nur 8. Platz in der Primera División) nach acht überaus erfolgreichen Jahren den Klub. Auf Besserung wartete man jedoch vergeblich. Am Ende der Folgesaison stand die Mannschaft ebenfalls auf Platz 8. Jedoch gelang in der Copa del Rey mit dem Halbfinaleinzug ein kleiner Erfolg, wo die Mannschaft am späteren Sieger Espanyol Barcelona knapp scheiterte (1:2; 0:0). In der Liga setzte sich der sportliche Niedergang in der Saison 2006/07 fort, welche lediglich auf Platz 13 beendet wurde. Im Pokal konnte man erneut bis ins Halbfinale vorstoßen, wo man jedoch dem FC Sevilla in zwei Spielen klar unterlag (0:3; 0:2). Nachdem man in der Saison 2007/08 lange gegen den Abstieg gekämpft hatte, belegte der Verein am Ende den 9. Tabellenplatz. Der neunte Platz berechtigte zur Teilnahme am UI Cup, wodurch man erstmals seit 2005 wieder im Europapokal spielen konnte. Nachdem man den israelischen Vertreter FC Bnei Sachnin ausschalten konnte (2:1 und 0:1), gelang man in die zweite Qualifikationsrunde des UEFA-Pokals. Nachdem man dort Hajduk Split und, in der ersten Runde, Brann Bergen bezwang, qualifizierte man sich für die Gruppenphase des Wettbewerbs.
In der Gruppenphase traf man auf ZSKA Moskau, AS Nancy, Lech Posen und Feyenoord Rotterdam. Die Gruppenphase bestand man als Tabellenzweiter, wodurch man ins Sechzehntelfinale kam. Dort scheiterte man überraschend am dänischen Außenseiter Aalborg BK.
Die Saison 2008/09 war die bisher letzte Spielzeit, in welcher der Klub international vertreten war. In der Saison 2009/10 spielte man phasenweise um die Teilnahme an der UEFA Europa League 2010/11 mit. Jedoch brach man Mitte der Rückrunde ein und beendete die Saison als 10.
In der Saison 2010/11 kämpfte man lange um den Klassenerhalt. Am letzten Spieltag verlor der Verein zuhause mit 0:2 gegen den FC Valencia und stieg nach zwanzig Jahren Erstliga-Zugehörigkeit wieder in die Segunda División ab. In der Saison darauf gelang einen Spieltag vor Saisonende, mit 91 Punkten und deutlichem Vorsprung, der direkte Wiederaufstieg vor dem Lokalrivalen Celta Vigo. Stiegen in diesem Jahr beide galicischen Vereine in die Primera Division auf, kam es ein Jahr später, wie im Jahre 2011, zum Abstieg Depors aus der höchsten spanischen Spielklasse, der am letzten Spieltag durch eine 0:1-Niederlage gegen Real Sociedad besiegelt wurde. Celta Vigo machte hingegen zeitgleich den Klassenerhalt perfekt.
In der folgenden Spielzeit gelang dem Klub erneut der direkte Wiederaufstieg. Am Saisonende belegte man Platz 2 und stieg ebenso wie der baskische Verein SD Eibar in die Primera Division auf. In der Saison 2014/15 reichte es für den Aufsteiger denkbar knapp zum Klassenerhalt. In der Abschlusstabelle belegten die Galicier Platz 16, punktgleich mit dem 18. Eibar.
La Coruña beendete die Saison 2015/16 als Tabellen-15. und vermied knapp den Abstieg. Trotz Klassenerhalt trennte sich der Verein nach Saisonende von Trainer Víctor Sánchez. In der Rückrunde konnte Depor nur zwei Siege verbuchen.
Nach einem Saisonstart mit nur acht Punkten aus neun Spielen und dem 16. Platz in der Primera División 2017/18, entließ der Verein Trainer Pepe Mel am 24. Oktober 2017. Den Trainerposten übernahm der Nachwuchstrainer Cristóbal Parralo bis Anfang Februar 2018. Nach ihm trat Clarence Seedorf den Trainerposten an, dieser wurde aber nach dem erneuten Abstieg von Depor bereits am 1. Juli 2018 von Natxo González ersetzt.
Am Ende der Saison 2018/19 nahm La Coruña als Tabellensechster der Segunda División an den Aufstiegs-Play-offs zur Primera División teil. Nachdem Deportivo im Halbfinale FC Málaga mit 5:2 in der Addition besiegt hatte, gewann das Team im Finale das Hinspiel gegen RCD Mallorca zu Hause mit 2:0. Durch eine 0:3-Auswärtsniederlage im Rückspiel wurde der Aufstieg noch verpasst.
In der Saison 2019/20 stieg Deportivo am letzten Spieltag in die Segunda División B ab.

## Erfolge und Titel

### Im spanischen Fußball
- Spanischer Meister (1): 1999/2000
- Spanischer Pokalsieger (2): 1994/95, 2001/02
- Spanischer Supercupsieger (3): 1995, 2000, 2002

### Europapokal
- Europapokal der Pokalsieger
  - Halbfinale: 1995/96
- UEFA Champions League
  - Halbfinale 2003/04

## Personal

### Kader 2024/25
Stand: 9. Oktober 2024
| Nr.        | Nat.                         | Name              | Geburtstag         | im Verein seit | Vertrag bis |     |
| Tor        | Tor                          | Tor               | Tor                | Tor            | Tor         | Tor |
| ---------- | ---------------------------- | ----------------- | ------------------ | -------------- | ----------- | --- |
| 01         | Spanien                      | Germán Parreño    | 16. Februar 1993   | 2023           | 2026        |     |
| 13         | Spanien                      | Eric Puerto       | 28. Oktober 2002   | 2024           | 2027        |     |
| 25         | Brasilien                    | Helton Leite      | 2. November 1990   | 2024           | 2026        |     |
| Abwehr     |                              |                   |                    |                |             |     |
| 04         | Frankreich                   | Pablo Martínez    | 21. Februar 1989   | 2022           | 2025        |     |
| 05         | Spanien                      | Dani Barcia       | 19. Januar 2003    | 2023           | 2026        |     |
| 06         | Spanien                      | Álex Petxarroman  | 6. Februar 1997    | 2024           | 2028        |     |
| 15         | Spanien                      | Pablo Vázquez     | 7. Oktober 1994    | 2023           | 2026        |     |
| 18         | Spanien                      | Sergio Escudero   | 2. September 1989  | 2024           | 2026        |     |
| 19         | Spanien                      | Jaime Sánchez     | 11. März 1995      | 2021           | 2025        |     |
| 23         | Spanien                      | Ximo Navarro      | 23. Januar 1990    | 2023           | 2025        |     |
| 33         | Spanien                      | Rafa Obrador      | 24. Februar 2004   | 2024           | 2025        |     |
| Mittelfeld |                              |                   |                    |                |             |     |
| 08         | Spanien                      | Diego Villares    | 17. Juni 1996      | 2021           | 2027        |     |
| 12         | Kongo Demokratische Republik | Omenuke Mfulu     | 20. März 1994      | 2024           | 2026        |     |
| 20         | Spanien                      | José Ángel Jurado | 21. Juni 1992      | 2023           | 2026        |     |
| 21         | Spanien                      | Mario Soriano     | 22. April 2002     | 2022           | 2028        |     |
| 22         | Spanien                      | Hugo Rama         | 22. November 1996  | 2023           | 2025        |     |
| 28         | England                      | Charlie Patiño    | 17. Oktober 2003   | 2024           | 2028        |     |
| Sturm      |                              |                   |                    |                |             |     |
| 07         | Spanien                      | Lucas Pérez       | 10. September 1988 | 2022           | 2025        |     |
| 09         | Spanien                      | Iván Barbero      | 17. August 1998    | 2023           | 2025        |     |
| 10         | Spanien                      | Yeremay Hernández | 10. Dezember 2002  | 2022           | 2030        |     |
| 11         | Spanien                      | Davo              | 18. Dezember 1994  | 2024           | 2026        |     |
| 14         | Spanien                      | Cristian Herrera  | 13. März 1991      | 2024           | 2025        |     |
| 16         | Argentinien                  | Juan Carlos Gauto | 2. Juni 2004       | 2024           | 2025        |     |
| 17         | Spanien                      | David Mella       | 23. Mai 2005       | 2024           | 2026        |     |
| 24         | Marokko                      | Mohamed Bouldini  | 27. November 1995  | 2024           | 2028        |     |

### Trainerhistorie
Diese folgende Liste listet die bisherigen Trainer von Depor auf. Sie ist nicht vollständig.
| Amtszeit                | Nat.        | Trainer                |
| ----------------------- | ----------- | ---------------------- |
| 01.07.1982 – 30.06.1985 | Spanien     | Arsenio Iglesias       |
| 01.07.1985 – 30.06.1986 | Spanien     | Jesús Aranguren        |
| 01.07.1986 – 19.10.1987 | Spanien     | Eusebio Ríos           |
| 19.10.1987 – 21.02.1988 | Spanien     | Luis Rodrígues Vaz     |
| 22.02.1988 – 30.06.1991 | Spanien     | Arsenio Iglesias       |
| 01.07.1991 – 13.04.1992 | Spanien     | Marco Antonio Boronat  |
| 13.04.1992 – 30.06.1995 | Spanien     | Arsenio Iglesias       |
| 01.07.1995 – 10.02.1997 | Wales       | John Toshack           |
| 10.02.1997 – 17.02.1997 | Spanien     | José Manuel Corral     |
| 17.02.1997 – 16.10.1997 | Brasilien   | Carlos Alberto Silva   |
| 17.10.1997 – 30.06.1998 | Spanien     | José Manuel Corral     |
| 01.07.1998 – 30.05.2005 | Spanien     | Javier Irureta         |
| 01.07.2005 – 30.06.2007 | Spanien     | Joaquín Caparrós       |
| 01.07.2007 – 30.06.2011 | Spanien     | Lotina                 |
| 01.07.2011 – 30.12.2012 | Spanien     | José Luis Oltra        |
| 30.12.2012 – 10.02.2013 | Portugal    | Domingos Paciência     |
| 11.02.2013 – 10.07.2014 | Spanien     | Fernando Vázquez       |
| 10.07.2014 – 08.04.2015 | Spanien     | Víctor Fernández       |
| 08.04.2015 – 29.05.2016 | Spanien     | Víctor Sánchez del Amo |
| 10.06.2016 – 27.02.2017 | Spanien     | Garitano               |
| 27.02.2017 – 24.10.2017 | Spanien     | Pepe Mel               |
| 24.10.2017 – 04.02.2018 | Spanien     | Cristóbal Parralo      |
| 06.02.2018 – 22.05.2018 | Niederlande | Clarence Seedorf       |
| 15.07.2018 – 07.04.2019 | Spanien     | Natxo González         |
| 08.04.2018 – 27.06.2019 | Spanien     | José Luis Martí        |
| 02.07.2019 – 07.10.2019 | Spanien     | Juan Antonio Anquela   |
| 07.10.2019 – 27.12.2019 | Spanien     | Luis César Sampedro    |
| 29.12.2019 – 11.01.2021 | Spanien     | Fernando Vázquez       |
| 12.01.2021 – 26.05.2021 | Spanien     | Rubén de la Barrera    |
| 26.05.2021 – 11.10.2022 | Spanien     | Borja Jiménez          |
| 12.10.2022 – aktuell    | Spanien     | Óscar Cano             |

### Ehemalige Spieler
- Juan Acuña (1938–1955)
- Amancio (1958–1962)
- Jorge Andrade (2002–2007)
- Daniel Aranzubia (2008–2013)
- Claudio Barragán (1991–1995)
- Bebeto (1992–1996)
- Álex Bergantiños (2008–2023)
- Joan Capdevila (2000–2007)
- Chacho (1927–1934, 1936–1946)
- Fabricio Coloccini (2004–2008)
- Flávio Conceição (1996–2000)
- Djalminha (1997–2004)
- Donato (1993–2003)
- Miroslav Đukić (1991–1997)
- Aldo Duscher (2000–2007)
- Fran (1988–2005)
- Andrés Guardado (2007–2012)
- Arsenio Iglesias (1951–1957)
- Alberto Lopo (2006–2011, 2014–2016)
- Albert Luque (2003–2005)
- Roy Makaay (1999–2003)
- Javier Manjarín (1993–1999)
- José Francisco Molina (2000–2006)
- Dagoberto Moll (1949–1954)
- Noureddine Naybet (1996–2004)
- Luis Otero (1924–1930)
- Manuel Pablo (1998–2016)
- Pahiño (1953–1956)
- Walter Pandiani (2000–2005)
- Pauleta (1998–2000)
- Riki (2006–2013)
- Rivaldo (1996–1997)
- Enrique Romero (1998–2006)
- Lionel Scaloni (1998–2006)
- Sergio (2001–2010)
- Mauro Silva (1992–2005)
- Jacques Songo’o (1996–2001, 2003–2004)
- Luis Suárez (1953–1954)
- Diego Tristán (2000–2006)
- Juan Carlos Valerón (2000–2013)
- José Luis Veloso (1958–1965)
- Víctor (1999–2006)
- Voro (1993–1996)

## Frauenfußball
Deportivo La Coruña verfügte von 1983 bis 1988 über eine Frauenfußballsektion die zwei Mal den spanischen Pokal gewinnen konnte. Die Mannschaft war unter dem Namen Karbo Deportivo bekannt und gilt als einer der Pioniere des spanischen Frauenfußballs. Nach 28 Jahren gründete der Klub 2016 erneut eine Frauenabteilung.